# Bắc Tề Hậu Chủ
Bắc Tề Hậu Chủ (北齊後主, 557–577), tên húy là Cao Vĩ (高緯), tên tự Nhân Cương (仁綱), đôi khi được đề cập đến với tước hiệu do Bắc Chu phong là Ôn công (溫公), là hoàng đế thứ 5 của triều đại Bắc Tề trong lịch sử Trung Quốc. Trong thời gian ông trị vì, triều đình Bắc Tề đã trở nên hủ bại và hoang phí nghiêm trọng, tình hình quân sự cũng trở nên tồi tệ sau khi Hậu Chủ giết chết đại tướng Hộc Luật Quang năm 572. Sang năm 576, Bắc Chu Vũ Đế đã phát động một cuộc tấn công lớn vào Bắc Tề, quân đội Bắc Tề sụp đổ. Sau khi chính thức truyền ngôi cho con trai là Cao Hằng, ông đã bị bắt trong khi đang cố gắng chạy trốn đến Trần, và bị hành quyết cùng toàn bộ các thành viên khác trong hoàng tộc Bắc Tề vào cùng năm.

## Bối cảnh
Cao Vĩ sinh năm 557, khi đó cha Cao Đam của ông đang có tước hiệu Trường Quảng vương, phụng sự cho hoàng huynh là Văn Tuyên Đế. Mẹ của Cao Vĩ là Hồ vương phi- chính thất của Cao Đam. Cao Vĩ là con trai đầu tiên của Hồ vương phi, song con trai cả của Cao Đam là Cao Xước (高綽) với Lý phu nhân. Tuy nhiên, do có mẫu thân là chính thất, ông được Cao Đam tuyên bố là vương thế tử kế vị.
Năm 561, một hoàng huynh khác của Cao Đam là Hiếu Chiêu Đế qua đời, truyền lại ngôi vị cho Cao Đam, tức Vũ Thành Đế. Năm 562, Vũ Thành Đế phong Hồ vương phi làm hoàng hậu và phong Cao Vĩ làm hoàng thái tử. Trong khi đang làm hoàng thái tử, Cao Vĩ đã kết hôn với con gái của đại tướng Hộc Luật Quang làm thái tử phi.
Năm 565, do có các dấu hiệu chiêm tinh cho thấy rằng ngôi vị hoàng đế cần phải thay đổi, và cũng do muốn lấy lòng Hồ hoàng hậu và Cao Vĩ, các sủng thần của Vũ Thành Đế là Hòa Sĩ Khai (和士開) và Tổ Thỉnh (祖珽) đã đề xuất Vũ Thành Đế nên tránh điềm xấu này bằng cách truyền ngôi cho Cao Vĩ. Vũ Thành Đế chấp thuận, và Cao Vĩ đã trở thành hoàng đế khi mới được tám tuổi. Tuy nhiên, Vũ Thành Đế trở thành Thái thượng hoàng và vẫn nắm quyền lực thực tế. Vũ Thành Đế phong Hộc Luật thái tử phi làm hoàng hậu.

## Thời kỳ đầu trị vì (Thái thượng hoàng nhiếp chính)
Vào mùa xuân năm 567, Cao Vĩ tổ chức lễ thành niên của ông.
Cao Vĩ được đánh giá là một người trẻ tuổi có tính cách nhu nhược, và trong khi làm hoàng đế, Thái thượng hoàng và Thái thượng hoàng hậu đều rất yêu mến em trai Cao Vĩ là Đông Bình vương Cao Nghiễm, ban cho Cao Nghiễm nhiều chức vụ cao cấp và cung cấp cho Cao Nghiễm những thứ tương đương với Cao Vĩ. Cao Nghiễm được đánh giá là thông minh và cương quyết, và ông ta từng hỏi Vũ Thành Đế: "Hoàng huynh có tính nhu nhược, huynh ấy làm sao có thể lãnh đạo đất nước?". Cả Thái thượng hoàng và Thái thượng hoàng hậu đều từng tính đến việc phế truất Cao Vĩ và lập Cao Nghiễm làm hoàng đế, song cuối cùng đã không làm như vậy.
Khoảng năm 569, Vũ Thành Đế lâm bệnh nặng và qua đời đột ngột, sau khi đã ủy thác các công việc quan trọng cho Hòa Sĩ Khai. Hòa Sĩ Khai không tuyên bố ngay về cái chết của Vũ Thành Đế, mà chỉ làm điều này vài ngày sau đó. Hồ thái thượng hoàng hậu nay có tước hiệu hoàng thái hậu.

## Thời kỳ trị vì giữa
Sau khi cha qua đời, Cao Vĩ về mặt chính thức tự mình tiếp nhận quyền cai quản đế quốc, song triều đình thực tế nằm trong tay một nhóm gồm tám đại thần cao cấp —Hòa Sĩ Khai, Lâu Định Viễn (婁定遠), Triệu Ngạn Thâm (趙彥深), Cao Văn Dao (高文遙), Đường Ung (唐邕), Kì Liên Mãnh (綦連猛), Cao A Na Quăng (高阿那肱), họ hàng của Hồ thái hậu là Hồ Trường Xán (胡長粲). Tuy nhiên, tranh chấp nội bộ đã sớm xảy ra, vào mùa xuân năm 569, em họ của Vũ Thành Đế là Triệu quận vương Cao Duệ (高叡), em trai của Vũ Thành Đế là Phùng Dực vương Cao Nhuận (高潤), cháu trai của Vũ Thành Đế là An Đức vương Cao Diên Tông, Lâu Định Viễn, và Cao Văn Dao, đều đề nghị phải giáng Hòa Sĩ Khai (người có nhiều quyền lực nhất trong nhóm tám người) làm thứ sử tại một châu. Đặc biệt, Cao Duệ chỉ trích mạnh mẽ Hòa Sĩ Khai về tội hủ bại và vô đạo, với một bí mật "công khai" rằng Hòa Sĩ Khai có một mối tình với Hồ thái hậu. Trước áp lực của các quan lại, Hòa Sĩ Khai chấp thuận đi làm quan ở các châu (cùng với Cao Văn Dao) sau tang lễ của Thái thượng hoàng. Sau tang lễ, Hòa Sĩ Khai đã hối lộ Lâu Định Viễn và được phép gặp Hồ thái hậu và Cao Vĩ một lần nữa, ông ta đã thuyết phục hai người rằng các đại thần kia có ý định gây tổn hại cho họ và rằng họ chỉ có thể tin tưởng ông ta. Do đó, Cao Vĩ đã ban một thánh chỉ khiển trách Cao Duệ. Khi Cao Duệ vào cung để cố thuyết phục Hồ thái hậu và Cao Vĩ loại bỏ Hòa Sĩ Khai, Hồ thái hậu đã cho bắt giữ Cao Duệ và lệnh cho Lưu Đào Chi (劉桃枝) siết cổ giết chết Cao Duệ. Sau đó, quyền lực của Hòa Sĩ Khai không còn bị kìm hãm nữa. Các sủng thần khác của Cao Vĩ bao gồm dưỡng mẫu Lục Lệnh Huyên (陸令萱) của ông và người con trai Mục Đề Bà (穆提婆) của bà ta, cũng như Tổ Thỉnh.
Vào mùa hè năm 570, một người thiếp là Mục Hoàng Hoa phu nhân đã hạ sinh người con trai đầu lòng cho Cao Vĩ- được đặt tên là Cao Hằng, Cao Vĩ vì thế đã tuyên bố đại xá. Lục Lệnh Huyên đồng thời cũng là nhũ mẫu của Mục phu nhân, bà ta muốn Cao Hằng cuối cùng sẽ trở thành hoàng thái tử và hoàng đế, song lo sợ rằng Hộc Luật hoàng hậu sẽ phản đối việc này, vì thế bà ta đã đưa Cao Hằng cho Học Luật hoàng hậu nuôi dưỡng. Vào mùa đông năm 570, Cao Vĩ lập Cao Hằng làm hoàng thái tử.
Trong phần lớn thời gian trị vì của Vũ Thành Đế và từ khi Cao Vĩ trị vì, kình địch Bắc Chu đã tiến hành lấn chiếm dần dần lãnh thổ của Bắc Tề. Vào mùa đông năm 570, Hộc Luật Quang đã tiến hành một cuộc phản công và chiếm được các vùng lãnh thổ đáng kể ở phía bắc của Phần thủy. Hộc Luật Quang sau đó cũng đánh bại quân Bắc Chu tại Nghi Dương (宜陽, nay thuộc Lạc Dương, Hà Nam). Khi Hộc Luật Quang trên đường quay trở về kinh đô Nghiệp thành, Cao Vĩ đã lệnh cho quân của Hộc Luật Quang phục viên trong khi nhiều binh lính vẫn chưa được thưởng công. Hộc Luật Quang đã trình một thỉnh nguyện thư bí mật cho Cao Vĩ, xin hoàng đế cử quan viên triều đình đến để ca ngợi công lao của binh lính. Tuy nhiên, Cao Vĩ đã không hành động ngay lập tức, và đội quân tiến về Nghiệp thành trong khi không nhận được bất kỳ điều gì từ hoàng đế. Cao Vĩ không hài lòng trước việc Hộc Luật Quang đem quân tiến sát kinh thành, và ông cho triệu Hộc Luật Quang vào cung trước khi cử quan viên đến vinh danh binh lính và cho họ phục viên.
Vào năm 571, Cao Nghiễm, khi này có tước Lang Da vương, tức giận trước việc Hòa Sĩ Khai nắm giữ quyền lực nên đã giết chết người này, và thậm chí còn huy động quân của mình để nhằm đoạt lấy quyền lực và giết chết Lục Lệnh Huyên và Mục Đề Bà. Mặc dù tán thành việc Cao Nghiễm giết chết Hòa Sĩ Khai, song Hộc Luật Quang vẫn trung thành với hoàng đế và lệnh cho quân của Cao Nghiễm giải tán. Hộc Luật Quang đã bắt giữ Cao Nghiễm và đưa ông ta vào cung. Theo đề xuất của Hộc Luật Quang, ban đầu Cao Vĩ đã tha cho hoàng đệ, song đến mùa đông năm 571 ông đã phái Lưu Đào Chi đi giết Cao Nghiễm, bốn người con trai của Cao Nghiễm được sinh ra sau đó cũng bị giết. Cũng trong mùa đông năm 571, sau khi khám phá ra việc Hồ thái hậu có quan hệ tình ái với hòa thượng Đàm Hiến (曇獻), Cao Vĩ đã cho giết Đàm Hiến và bắt Hồ Thái hậu chuyển vào Bắc cung quản thúc, không cho phép các quý tộc đến thăm bà. Tuy nhiên, vào mùa xuân năm 572, để an ủi mẹ, ông đã truy thụy cho Cao Nghiễm là "Sở Cung Ai Đế" và tôn phong Lý vương phi là "Sở Đế hoàng hậu". Tổ Thỉnh và Lục Lệnh Huyên đã cố gắng để Lục thị có thể trở thành hoàng thái hậu, song Cao Vĩ đã không chấp thuận. Để làm vừa lòng hoàng nhi, Hồ thái hậu đã triệu con gái của anh trai ruột là Hồ Trường Nhân (胡長仁) vào cung và cho người này vận những loại y phục thượng đẳng. Cao Vĩ khi trông thấy Hồ thị đã say đắm và cưới bà làm thiếp.
Năm 572, Hộc Luật hoàng hậu hạ sinh một công chúa, Cao Vĩ do muốn làm vui lòng Hộc Luật Quang nên ban đầu đã tuyên bố rằng hoàng hậu sinh hạ hoàng tử, song cuối cùng đã phải thừa nhận đứa bé là một công chúa. Vào thời điểm này, Hộc Luật Quang đang trong thế xung đột nghiêm trọng với Tổ Thỉnh và Mục Đề Bà. Tổ Thỉnh và Mục Đề Bà gieo rắc vào tâm trí Cao Vĩ sự nghi ngờ đối với Hộc Luật Quang, sự nghi ngờ càng trở nên trầm trọng do Cao Vĩ giờ đây không còn sủng ái Hộc Luật hoàng hậu nữa. Trong khi đó, tướng Bắc Chu là Vi Hiếu Khoan (韋孝寬), do muốn lợi dụng sự nghi ngờ của Cao Vĩ nên đã cố gắng tạo ra cảm giác rằng Hộc Luật Quang sẽ làm phản. Ông ta viết hai câu ca dao: một trong đó là: "bách thăng phi thượng, thiên minh nguyệt chiếu Trường An", theo đơn vị đo lường thời đó thì 100 "thăng" bằng một "hộc", còn minh nguyệt là tự của Hộc Luật Quang, Trường An là đô thành của Bắc Chu; bài còn lại là "cao sơn bất thôi tự băng, hộc thụ bất phù tự thụ", với Cao ám chỉ hoàng tộc Bắc Tề. Ông ta gián tiếp truyền các câu ca dao đến gần Nghiệp thành, và chúng nhanh chóng trở nên phổ biến. Tổ Thỉnh muốn khai thác tình hình nen đã thêm vào: "manh nhãn lão công bối thượng hạ đại phủ, nhiêu thiệt lão mẫu bất đắc ngữ" (ông lão mù sẽ mang một cái rìu lớn, bà lão lắm mồm sẽ không thể nói).
Cả Tổ Thỉnh và Lục Lệnh Huyên sau đó đã trình bài ca dao cho Cao Vĩ để tiếp tục thúc đẩy sự của ông với Hộc Luật Quang. Cao Vĩ tham khảo ý của một sủng thần khác là Hàn Trường Loan (韓長鸞), người này tin rằng ông không nên nghi ngờ Hộc Luật Quang, vì thế Cao Vĩ ban đầu đã không có hành động. Tuy nhiên, Tổ Thỉnh vẫn không dừng lại, và ông đã bảo thuộc cấp của Hộc Luật Quang là Phong Sĩ Nhượng (封士讓) dâng một tấu trình bí mật để biểu thị rằng khi Hộc Luật Quang đưa quân tiến sát Nghiệp thành vào năm 571, ông ta đang âm mưu chính biến. Cao Vĩ tin vào điều này, và theo đề xuất của Tổ Thỉnh, ông ban cho Hộc Luật Quang một con ngựa, và khi Hộc Luật Quang vào cung để cảm tạ hoàng đế, ông đã lệnh cho Đào Chi bắt giữ và giết chết nhạc phụ, gia tộc Hộc Luật hầu như đều bị thảm sát. Hộc Luật hoàng hậu bị phế làm thứ nhân, sau bị bắt làm ni cô.

## Thời kỳ trị vì cuối
Sau khi Hộc Luật hoàng hậu bị phế truất, Lục Lệnh Huyên muốn Mục thị trở thành hoàng hậu, song Hồ thái hậu lại muốn cháu gái bà là Hồ thị trở thành hoàng hậu. Tuy nhiên, Hồ thái hậu cho rằng mình không đủ khả năng thuyết phục kì tử, nên bà đã đem quà tặng cho Lục Lệnh Huyên. Lục Lệnh Huyên cũng nhận thấy Cao Vĩ sủng ái Hồ thị, vì thế đã cùng đề xuất với Tổ Thỉnh về việc lập Hồ thị làm hoàng hậu, Cao Vĩ đã chấp thuận điều này. Cao Vĩ hết sức sủng ái Hồ hoàng hậu, đến nỗi ông cho gắn ngọc trai bên ngoài y phục của bà, song những y phục này sau đó đã bị phá hủy trong một vụ hỏa hoạn. Tuy nhiên, Lục Lệnh Huyên vẫn không chấm dứt hy vọng đưa Mục thị làm hoàng hậu, bà ta nói với Cao Vĩ: "Làm sao mà một người con trai làm hoàng thái tử còn mẫu thân là một người hầu, một người thiếp?". Tuy nhiên, vì Cao Vĩ sủng ái Hồ hoàng hậu, Lục Lệnh Huyên đã không thực hiện được mong muốn của mình, và quay sang nhờ phù thủy dùng yêu thuật ám hại Hồ hoàng hậu. Sử sách ghi rằng trong vòng một tháng, Hồ hoàng hậu bắt đầu thể hiện các triệu chứng rối loạn tâm thần, thường lẩm bẩm một mình hoặc cười mà không có nguyên nhân. Cao Vĩ bắt đầu lo sợ và không còn sủng ái bà nữa. Vào mùa đông năm 572, Lục Lệnh Huyên cho Mục thị mặc y phục hoàng hậu và đưa vào một cái lều, vây quanh là các đồ trang sức lộng lẫy, và sau đó kể với Cao Vĩ "Hãy để ta chỉ cho hoàng thượng một thánh nữ" Khi Cao Vĩ trông thấy Mục thị, Lục Lệnh Huyên nói rằng "Nếu một người phụ nữ xinh đẹp như thế này không trở thành hoàng hậu, thì ai sẽ đủ tiêu chuẩn trở thành hoàng hậu?". Cao Vĩ đồng ý với nhũ mẫu, và lập Mục thị làm "hữu hoàng hậu", còn Hồ hoàng hậu có tước hiệu là "tả hoàng hậu".
Khoảng tết năm 573, Lục Lệnh Huyên đã vu cáo với Hồ thái hậu rằng Hồ hoàng hậu đã phỉ báng phẩm hạnh của Hồ thái hậu, Hồ thái hậu tức giận nên đã không thẩm tra lại thông tin và lệnh trục xuất Hồ hoàng hậu ra khỏi cung, và sau đó bảo Cao Vĩ phế truất Hồ hoàng hậu. Sau đó, Lục Lệnh Huyên và Mục Đề Bà có nhiều quyền lực và hủ bại đến độ họ công khai nhận hối lộ và mua quan bán tước, và tất cả những gì họ muốn đều sẽ thực hiện được. Vào mùa xuân năm 573, Mục Đề Bà, Cao A Na Quăng và Hàn Trường Loan được gọi là "Tam Quý", và họ kiểm soát triều đình Bắc Tề. Vấn đề tham nhũng trở nên nghiêm trọng, cùng với việc bản thân Cao vĩ sống xa hoa và phung phí, liên tục cho xây dựng các cung điện và thậm chí là kéo đổ chúng rồi cho trùng tu, quốc khố Bắc Tề lâm vào tình trạng kiệt quệ.
Vào mùa xuân năm 573, Cao Vĩ phong Mục hữu hoàng hậu làm hoàng hậu duy nhất.
Cũng trong mùa xuân năm 573, do biết rằng Cao Vĩ yêu thích văn chương, và với sự tán thành của Cao Vĩ, Tổ Thỉnh đã thiết lập Văn lâm quán (文林館) do Lý Đức Lâm và Nhan Chi Suy đứng đầu. Họ duy trì một nhóm gồm những người có tài văn chương và đã tạo ra một trong các khái lược vĩ đại nhất trong giai đoạn đó, là Tu văn điện ngự lãm (修文殿御覽).
Vào mùa hè năm 573, Trần Tuyên Đế phái tướng Ngô Minh Triệt (吳明徹) tiến hành một cuộc tấn công lớn vượt qua Trường Giang vào lãnh thổ Bắc Tề. Cao Vĩ đã không nghe theo ý giảm thuế để động viên dân chúng hay liên kết với Vương Lâm của các đại thần, thay vào đó, ông cử các đội quân cứu viện nhỏ cho các châu bị tấn công, song không đủ để kháng cự quân Trần. Sau đó, toàn bộ lãnh thổ Bắc Tề nằm giữa Hoài Hà và Trường Giang đã mất về tay Trần. Tuy nhiên, bất chấp các mất mát này, Mục Đề Bà và Hàn Trường Loan vẫn tán thành lối sống hưởng lạc của Cao Vĩ, nổi tiếng với câu nói: "Thậm chí nếu Tề quốc để mất toàn bộ lãnh thổ ở bờ nam Hoàng Hà, vẫn có thể giống như Quy Từ. Song còn thảm thương hơn khi nhân sinh lại giống như gửi thân ở tạm, và chúng ta cần dùng nó để hành lạc chứ sao phải sầu?". Cao Vĩ đồng ý và tiếp tục giành thời giờ cho yến tiệc.
Trong cuộc tấn công của Trần, do xung đột với Lục Lệnh Huyên, Mục Đề Bà và Hàn Trường Loan; Tổ Thịnh đã bị đuổi ra khỏi triều đình sau khi tiến hành một nỗ lực nhằm hợp lý hóa tổ chức của triều đình và giảm bớt chi tiêu. Sau khi Tổ Thỉnh đi, triều đình càng trở nên kém hiệu quả hơn trước. Hơn nữa, cũng trong chiến dịch, Cao Vĩ đã trở nên nghi ngờ người anh họ của ông là Lan Lăng vương Cao Trường Cung- một tướng có tài, và đã hạ độc giết chết Cao Trường Cung.
Cũng trong cuộc tấn công của Trần, Cao Vĩ đã hạ lệnh tiến hành một vụ thảm sát lớn khi ông có ý định đến bồi đô Tấn Dương (晉陽, nay thuộc Thái Nguyên, Sơn Tây). Các lão tướng Thôi Quý Thư (崔季舒) và Trương Điêu (張雕) cho rằng chuyến thăm sẽ khiến dân chúng nghĩ sai là hoàng đế "chạy trốn" đến Lạc Dương, và dẫn đến hoảng loạn, vì thế họ đã cùng với các đại thần khác cùng trình tấu thỉnh cầu Cao Vĩ ở lại Nghiệp thành. Hàn Trường Loan đưa ra ý kiến là những người này này thực ra có ý muốn nổi loạn, Cao Vĩ đống ý và cho thảm sát những người này. Ông còn cho lưu đày các thành viên trong gia tộc của họ, tịch thu nữ giới và hoạn các trẻ nam trong gia tộc của họ.
Vào mùa xuân năm 574, do nô bộc của Cao Vĩ là Chước Cốt Quang Biện (斫骨光弁) có hành vi vô lễ với Nam An vương Cao Tư Hảo (高思好) và đồng thời là thứ sử của Sóc châu (朔州, nay gần tương ứng với Sóc Châu, Sơn Tây), Cao Tư Hảo đã nổi dậy. Cao Vĩ đã cử Đường Ung đi chống lại Cao Tư Hảo trong khi đích thân dẫn hậu quân tiến về phía bắc, song Cao Tư Hảo đã bị đánh bại trước khi ông đến nơi.
Trong khi đó, khoảng thời gian này, Cao Vĩ không còn sủng ái Mục hoàng hậu như trước, thay vào đó ông ngày càng say mê thị nữ của Mục hoàng hậu là Phùng Tiểu Liên, lập bà làm phi tần. Họ đi đến mọi nơi cùng nhau, thề sống chết có nhau.
Sử gia Tư Mã Quang, trong Tư trị thông giám, quyển 172, đã nói về thời gian trị vì của Cao Vĩ:
Tề Chủ nói năng ấp úng và không trơn tru, không thích gặp triều sĩ. Ông không nói gì với bất cứ ai ngoại trừ những tên hề và nô bộc của mình. Ông có tính cách nhu nhược và lo sợ người nhìn chằm chằm vào mình. Thậm chí các đại thần cao cấp khi tấu sự cũng tuyệt đối không được phép ngẩng lên nhìn, và do đó các quan lại chỉ có thể trình tấu và rút lui. Ông thừa kế lối sống tính xa xỉ và hoang phí của Thế Tổ và cho rằng đó là điều đương nhiện của bậc đế vương. Toàn bộ người trong hậu cung đều mặc y phục trân quý và ăn cao lương mỹ vị, một chiếc váy phải mất vạn thất vải. Họ cạnh tranh với nhau để giành những thứ mới và tốt nhất, và triều phục mặc ban ngày được đánh giá là cũ và lỗi mốt hơn so với triều phục mặc ban đêm. Ông giành nhiều công sức vào việc xây dựng các cung điện và hoa viên tráng lệ nhất, song tình cảm của ông với chúng không kéo dài, vì thế tất cả các công trình đều đã bị phả bỏ rồi xây lại và rồi lại phá bỏ. Các hoạt động xây dựng này được tiến hành không ngừng nghỉ, các ngọn đuốc lớn sẽ chiếu sáng công trường vào ban đêm, và nước được đun sôi dùng để hòa lẫn bụi bẩn vào mùa đông. Để tạc tượng Phật lên Tây Sơn ở Tấn Dương, cả vạn bó đuốc đã được dùng cho một đêm, đủ sáng để chiếu cung Tấn Dương trông sáng như ban ngày. Bất cứ khi nào có thảm họa thiên nhiên, điềm báo đau ốm, hoặc các cuộc khởi nghĩa nông dân, ông không bao giờ tự phê bình mình, mà chỉ tổ chức đại tiệc chay để thiết đãi các tu sĩ Phật giáo và Đạo giáo, tin rằng điều này sẽ khiến thần linh đem phúc lành đến giúp mình vượt qua khó khăn. Ông thích tự đánh tì bà và cá xướng, và ông đã viết một ca khúc có tựa đề Vô sầu khúc (無愁曲), với hàng trăm người hầu ca cùng với ông, khiến dân gian gọi ông là "vô sầu Thiên tử." Ông thiết lập "Bần nhi thôn" trong Hoa lâm viên (華林園), tại đây ông sẽ mặc áp quần rách nát và hành khất trong "thôn", cho đó là một niềm vui lớn. Ông cũng cho xây các mô hình của các thành biên giới phía tây và cho người mặc trang phục màu đen giống quân Bắc Chu và tấn công, hoàng đế cùng các hoạn quan sẽ chống lại các cuộc tấn công."
Ông sủng nhiệm Lục Lệnh Huyên, Mục Đề Bà, Cao A Na Quăng, và Hàn Trường Loan đứng đầu cai quản triều chính. Các hoạn quan Đặng Trường Ngung (鄧長顒) và Trần Đức Tín (陳德信), và người Hồ Hà Hồng Trân (何洪珍) cũng tham dự vào việc quyết định các vấn đề quan trọng. Mỗi người trong số họ lại đưa thân đảng vào triều đình và nâng chức cho những người này vượt quá giới hạn thích hợp. Việc thăng tiến của các quan lại đều dựa vào số tiền hối lộ mà họ đưa; những người chịu hối lộ sẽ được thăng chức và những người khôn chịu sẽ bị giáng chức. Các quan phân xử cũng dựa theo số tiền hối lộ, người giàu có thì được phép sống còn người nghèo bị kết án tử. Các quan lại đua tranh bằng hối lộ và xu ninh, gây họa cho dân. Những nô bộc, như Lưu Đào Chi, đã được thăng lên các chức quan lớn và được phong vương. Gần một vạn người như hoạn quan, người Hồ (Hung Nô), ca vũ nhân, kiến quỷ nhân và nô tì đã nhận được phú quý vượt quá khả năng của họ. Hàng trăm người không phải thành viên hoàng tộc họ Cao đã được phong vương. Chức khai phủ (開府) cao quý được trao cho trên 1000 người, và vô số người có chức nghi đồng (儀同). Có trên 20 người lãnh quân bảo vệ hoàng vung. Có 10 thị trung, trung thường thị. Thậm chí chó, ngựa, chim ưng cũng có chức nghi đồng, hiệu quận quân, có chọi gà và những con gà này có hiệu khai phủ, ăn lộc là thức ăn. Các nô bộc phục vụ hoàng đế mọi lúc và chỉ nghĩ cách lấy lòng hoàng đế. Một vở diễn có thể được thưởng đến nhiều vạn đồng. Sau đó, khi quốc khố cạn kiệt, ông lại sử dụng các quận huyện làm phần thưởng, trao hai đến ba quận hoặc sáu đến bảy huyện mỗi lần, cho phép các nô bộc bán chức quan lấy tiền. Do đó, các chức quận thái thú và huyện lệnh phần lớn là các phú thương, họ tìm cách bòn rút và tống tiền dân chúng, dân không thể sống nổi.
Bắc Chu Vũ Đế từ lâu đã có dã tâm thôn tính Bắc Tề và rồi ông ta cho tiến hành một chiến dịch tấn công lớn vào mùa thu năm 575 song sau đó đã triệt thoái. Tuy nhiên, trong lúc này, quân Trần dưới sự chỉ huy của Ngô Minh Triệt lại bắt đầu cuộc tấn công mới, bao vây Bành Thành (彭城, nay thuộc Từ Châu, Giang Tô). Vào mùa đông năm 576, Vũ Đế lại tiến hành một chiến dịch khác chống Bắc Tề, bao vây Bình Dương (平陽, nay thuộc Lâm Phần, Sơn Tây) và sau đó chiếm thành. Khi tin tức về cuộc tấn công của Bắc Chu tại Bình Dương truyền đến, Cao Vĩ đang đi săn tại Kì Liên trì (祁連池, nay thuộc Hãn Châu, Sơn Tây) với Phùng thục phi, và Cao A Na Quăng do nghĩ việc này không quan trọng nên chỉ sau khi Bình Dương thất thủ thì Cao A Na Quăng mới báo tin cho Cao Vĩ.
Cao Vĩ đã tập hợp quân đội và tiến về Bình Dương, Vũ Đế cho rằng quân của Cao Vĩ vẫn còn mạnh nên đã triệt thoái song để tướng Lương Sĩ Ngạn (梁士彥) trấn thủ Bình Dương nhằm chống lại cuộc phản công của Bắc Tề. Quân Bắc Tề đã bao vây Bình Dương bằng tất cả sức lực, và đã có thể chọc thủng tường thành sau vài ngày, song vào lúc này, Cao Vĩ đã cho dừng tấn công và triệu Phùng thục phi đến để bà có thể chứng kiến cảnh tượng thành Bình Dương thất thủ. Tuy nhiên, khi Phùng thục phi đến, quân Bắc Chu đã lấp kín các lỗ thủng của tường thành, và do đó đã giữ được thành. Trong khi Bình Dương bị bao vây, Bắc Chu Vũ Đế đã phát động một cuộc tấn công khác để giải vây cho Bình Dương. Cao A Na Quăng đã khuyên Cao Vĩ không đối đầu trực tiếp với quân của Bắc Chu Vũ Đế, song Cao Vĩ lại nghe lời các hoạn quan và giao chiến trực tiếp với Vũ Đế, hai bên giao chiến tại một trận vào khoảng gần năm 577. Phùng quý phi và Mục Đề Bà do yếu bóng vía nên đã đề nghị rút quân ngay lập tức, Cao Vĩ đã bỏ lại quân lính và chạy đến Tấn Dương, khiến đội quân Bắc Tề sụp đổ.
Khi đã ở Tấn Dương, thay vì chuẩn bị kháng chiến, Cao Vĩ lại lên kế hoạch để An Đức vương Cao Diên Tông và Quảng Ninh vương Cao Hiếu Hành (高孝珩) bảo vệ Tấn Dương, còn bản thân sẽ chạy lên Sóc châu ở phía bắc, bất chấp lời khuyên bảo của Cao Diên Tông. Đầu tiên, Cao Vĩ đưa Hồ thái hậu và Cao Hằng đến Sóc châu. Đến khi quân Bắc Chu đến Tấn Dương, Cao Vĩ để Tấn Dương lại cho Cao Diên Tông và chạy trốn, ban đầu có ý muốn đến Sóc châu hay Đột Quyết, song sau khi được tướng Mai Thăng Lang (梅勝郎) thuyết phục, Cao Vĩ đã trở về Nghiệp thành, được Cao A Na Quăng hộ tống. Trong khi đó, Mục Đề Bà đã bỏ Cao Vĩ và đầu hàng Bắc Chu, khiến Lục Lệnh Huyên tự sát và toàn bộ các thành viên trong gia đình Mục Đề Bà đề bị hành quyết hoặc bị đi đày. Trong khi đó, Đường Ung vẫn ở Tấn Dương và cùng với các tướng khác đã thuyết phục được Cao Diên Tông lên ngôi hoàng đế. Khi Cao Vĩ nghe được tin này, ông đã nói: "Ta muốn Tịnh châu [bao gồm Tấn Dương] rơi vào tay Chu hơn là rơi vào tay An Đức", thành Tấn Dương sau đó đã rơi vào tay Bắc Chu
Khi Cao Vĩ đến Nghiệp thành, ông ra lệnh treo thưởng cao cho những người nào gia nhập quân đội, song bản thân ông lại không muốn đóng góp của cải trong hoàng cung. Hơn nữa, khi ông thực hiện một bài phát biểu nhằm nâng cao tinh thần chiến đấu, thái độ bất kính của ông lại khiến các tướng lĩnh tức điên. Các tướng lĩnh và quan lại đều mất ý chí chiến đấu. Cao Mại (高勱) là người đã hộ tống Hồ thái hậu và Hoàng thái tử Cao Hằng trở về từ Sóc châu, ông ta đề nghị biến Nghiệp thành thành cứ điểm tối hâu, song Cao Vĩ đã từ chối. Khi các nhà chiêm tinh học chỉ ra rằng đế vị phải được thay đổi, ông đã quyết định trao lại ngai vàng cho Cao Hằng vào mùa xuân năm 577, song khi đó Cao Hằng mới được 7 tuổi. Cao Vĩ trở thành Thái thượng hoàng.

## Làm Thái thượng hoàng
Cao Vĩ tiếp tục nắm quyền kiểm soát đế quốc, ngay cả khi đã truyền ngôi cho Cao Hằng. Ông tôn phong Hồ thái hậu là Hồ thái hoàng thái hậu, trong khi Mục hoàng hậu trở thành thái thượng hoàng hậu. Trong khi đó, quan Mạc Đa Lâu Kính Hiển (莫多婁敬顯) và tướng Úy Tương Nguyện (尉相願) đã lập mưu để cố giết chết Cao A Na Quăng, và sau đó tuyên bố Cao Hiếu Hành là hoàng đế, song âm mưu đã bị hủy bỏ khi cuộc phục kích mà họ sắp đặt trong cung nhằm vào Cao A Na Quăng đã không thể thực hiện được. Trong khi đó, Cao Hiếu Hành đã thỉnh cầu được cấp cho một đội quân để có thể kháng cự Bắc Chu, song Cao A Na Quăng và Hàn Trường Loan lại nghi ngờ ông ta có âm mưu chính biến nên đã cử đi làm thứ sử của Thương châu (滄州, nay gần tương ứng với Thương Châu, Hà Bắc).
Trong khi đó, Cao Vĩ nhận được tin rằng quân Bắc Chu đang trên đường tiến đến Nghiệp thành, ông quyết định từ bỏ kinh thành và tiến về các châu ở bờ nam Hoàng Hà để tổ chức kháng chiến, và định nếu kháng chiến thất bại thì sẽ chạy sang Trần. Cao Vĩ để tướng Mộ Dung Tam Tàng (慕容三藏) trấn thủ Nghiệp thành và chạy hướng về Tế châu (濟州, nay gần tương ứng với Liêu Thành, Sơn Đông), nơi Hồ Thái hoàng thái hậu, Mục hoàng hậu và hoàng đế Cao Hằng đã đến từ trước. Khi Cao Vĩ rời đi, Mộ Dung Tam Tàng đã không thể giữ được kinh thành.
Khi Cao Vĩ đến Tế châu, ông ban hành một thánh chỉ nhân danh Cao Hằng để nhường ngôi cho Nhậm Thành Vương Cao Giai (高湝), cho người đưa thánh chỉ và quốc ấn cho Cao Giai tại nơi ông ta làm thứ sử là Doanh châu (瀛州, nay gần tương ứng với đông bộ Bảo Định, Hà Bắc). Tuy nhiên, thay vì trao thánh chỉ và quốc ấn lại cho Cao Giai, Hộc Luật Hiếu Khanh (斛律孝卿) đã đầu hàng Bắc Chu. Trong khi đó, Cao Vĩ để Hồ thái hoàng thái hậu và Cao A Na Quăng lại Tế châu; và cùng với Mục hoàng hậu, Phùng thục phi, Cao Hằng, Hàn Trường Loan chạy tiếp về phía đông đến Thanh châu (青州, nay gần tương ứng với Thanh Châu, Sơn Đông). Cao Vĩ định sẽ chạy tiếp đến Trần, song Cao A Na Quăng do đã liên hệ với quân Bắc Chu và muốn dâng Cao Vĩ làm quà tặng cho Bắc Chu nên đã báo cho ông thông tin sai để trì hoãn việc chạy trốn này. Khi quân Bắc Tề đến Tế châu, Cao A Na Quăng đã đầu hàng, vì thế quân Bắc Chu có thể nhanh chóng tiến đến Thanh châu. Cao Vĩ nhanh chóng chạy trốn, song đã bị tướng Uất Trì Cần (尉遲勤) của Bắc Chu bắt được và giải về Nghiệp thành để trình Vũ Đế.

## Qua đời
Ban đầu, Bắc Chu Vũ Đế đối đãi một cách tôn trọng với Cao Vĩ, đích thân đến chào hỏi và xem là khách quý. Trong khi đó, Cao Giai và Cao Hiếu Hành đã tiến hành một nỗ lực kháng cự Bắc Chu ở Thương châu, và khi Bắc Chu Vũ Đế lệnh cho Cao Vĩ viết một thánh chỉ để lệnh cho Cao Giai đầu hàng, Cao Giai đã từ chối.
Vào mùa hè năm 577, Bắc Chu Vũ Đế trở về Trường An cùng với Cao Vĩ, cũng như các thân vương và quan lại của Bắc Tề, để Cao Vĩ ở phía trước của đám diễu hành chiến thắng, song chưa làm hại họ. Cao Vĩ được phong làm Ôn công.
Vào mùa đông năm 577, do e sợ gia tộc họ Cao, Bắc Chu Vũ Đế đã vu cáo Cao Vĩ âm mưu phản loạn cùng Mục Đề Bà, và sau đó hạ lệnh buộc Cao Vĩ và các thành viên khác trong hoàng tộc Bắc Tề phải tự sát. Chỉ có người em trai bị chứng phát triển chướng ngại là Cao Nhân Anh (高仁英) và người em trai bị câm Cao Nhân Nhã (高仁雅) của Cao Vĩ là được tha, song bị đày đến Thục. Chỉ đến khi Dương Kiên nhiếp chính dưới thời Bắc Chu Tĩnh Đế, các thành viên gia tộc họ Cao, bao gồm Cao Vĩ, mới được an táng hợp thức ở phía bắc Trường An.

## Gia đình

### Thê thiếp
- Hộc Luật hoàng hậu (lập năm 565, phế năm 572), nữ nhi của Hộc Luật Quang, sinh một công chúa

- Hồ hoàng hậu (lập và cải thành "Tả Hoàng hậu" năm 572, bị phế năm 573)
- Mục hoàng hậu (lập làm "Hữu Hoàng hậu" năm 572, trở thành chính thất Hoàng hậu năm 573), mẹ của Cao Hằng
- Phùng Tiểu Liên (sơ phong Thục phi, lập làm "Tả Hoàng hậu" năm 576[1][2]), sủng phi bậc nhất.
- Tả nga anh Lý thị, nữ nhi của Lý Tổ Khâm (李祖欽)
- Hữu nga anh Bùi thị
- Tào chiêu nghi, nữ nhi của Tào Tăng Nô (曹僧奴) , từng rất được sủng ái. Mục hậu ghen tức, bày mưu vu cáo Tào thị dùng tà thuật mê hoặc vua. Vốn tính hay lo sợ, Cao Vĩ vội tin lời, ban Tào thị dải lụa để treo cổ tự vẫn.
- Tào chiêu nghi (người chị em) , cư ngụ Long Cơ đường (隆基堂)
- Đổng chiêu nghi, nữ nhi của Đổng Hiền Nghĩa (董賢義) , được sủng ái từ sau khi Tào Chiêu nghi chết.
- Mao phu nhân, muội của Mao Tư An (毛思安)
- Bành phu nhân
- Vương phu nhân
- tiểu Vương phu nhân, sinh hạ Cao Khác
- Lý phu nhân
- Lý phu nhân, nữ nhi của Lý Hiếu Trinh (李孝貞)

### Hậu duệ
- Cao Hằng (高恆), lập làm thái tử năm 570, sau trở thành hoàng đế
- Cao Khác (高恪), ban đầu được phong làm Đông Bình vương, sau được phong làm Lang Da vương (created and d. 572?)
- Cao Thiện Đức (高善德)
- Cao Mãi Đức (高買德)
- Cao Chất Đức (高質錢)
- Công chúa không rõ tên